# Hoolstmolen
De Hoolstmolen is een onderslagmolen in de Belgische gemeente Balen. De watermolen op de Grote Nete bevindt zicht ten noorden van Olmen, nabij het gehucht Hoolst, aan de Hoolstmolenstraat.
De molen heeft één waterrad dat zowel een korenmolen als een oliemolen aandrijft. Tot 1911 waren er twee raderen in gebruik.

## Geschiedenis
De watermolen werd voor het eerst genoemd in een schepenakte uit 1289. Zij behoorde toen toe aan de Abdij van Corbie. Er wordt aangenomen dat de molen nog aanzienlijk ouder is, daar deze abdij reeds in de 8e en 9e eeuw bezittingen in de Antwerpse Kempen had. De molen was tijdens het ancien régime een banmolen.
In 1565 werd de molen door brand vernield, maar in 1573 functioneerde de Hoolstmolen weer. Het en het complete maal- en slagwerk dateren van de 18e eeuw. Het metalen waterrad stamt uit 1914 en het sluiswerk uit 1940. 
In 1812 was de molen voor de helft eigendom van het Norbertinessenklooster Besloten Hof te Herentals en voor de andere helft van het armbestuur te Balen. De molen werd aan molenaars verpacht en kwam in 1829 in bezit van de molenaars. In 1957 stopte het regelmatig malen, maar tot 1967 functioneerde de molen nog af en toe. Daarna werd het bedrijf definitief stilgelegd. In 1983 werd de molen weer maalvaardig gemaakt door de daartoe opgerichte vereniging Molenvrienden Balen-Olmen en in 1984 bracht koning Boudewijn een bezoek aan de Hoolstmolen. 
In 1987 werd de molen beschermd als monument en de omgeving als dorpsgezicht

## Externe bron
- Molendatabase